# زکی امدونی
زکی امدونی (انگلیسی: Zeki Amdouni؛ زادهٔ ۴ دسامبر ۲۰۰۰) بازیکن فوتبال اهل سوئیس است.
از باشگاه‌هایی که در آن بازی کرده است می‌توان به باشگاه فوتبال برنلی اشاره کرد.
وی همچنین در تیم‌های ملی فوتبال زیر ۲۱ سال ترکیه، زیر ۲۱ سال سوئیسدو بزرگسالان سوئیس بازی کرده است.